# كييل إلياسن
كييل إلياسن (بالنرويجية: Kjell Eliassen)‏ هو دبلوماسي نرويجي، ولد في 18 أغسطس 1929.